# Thủy điện Sông Ông
Thủy điện Sông Ông là nhóm thủy điện xây dựng trên dòng sông Ông ở vùng đất xã Quảng Sơn huyện Ninh Sơn tỉnh Ninh Thuận, Việt Nam.
Thủy điện Sông Ông có công suất lắp máy 8,1 MW, sản lượng điện hàng năm 41 triệu KWh, khởi công tháng 7/2005, hoàn thành tháng 8/2009. Nước từ đập được dẫn xuôi dòng cỡ 3 km đến nhà máy, ở phía trên cầu Sông Ông trên Quốc lộ 27 cỡ 4 km.
Thủy điện Sông Ông 1 có công suất lắp máy 5,8 MW, tận dụng thêm dòng nước chảy có độ chênh cao còn đủ lớn, khởi công tháng 01/2019, dự kiến hoàn thành quý I năm 2021.

## Công trình liên quan
Thủy điện Sông Ông là bậc cuối cùng trên dãy các thủy điện ở dòng sông Pha - sông Ông.
Nước từ Thủy điện Đa Nhim 11°50′13″B 108°40′52″Đ / 11,836833°B 108,681217°Đ xả ra sông Pha cùng với nước của lưu vực sông này phục vụ vận hành 3 thủy điện với tổng công suất lắp máy 18 MW.
- Thủy điện Sông Pha công suất lắp máy 7,5 MW 11°50′02″B 108°41′05″Đ / 11,833866°B 108,684705°Đ
- Hạ Sông Pha 1 công suất lắp máy 5,4 MW 11°49′47″B 108°41′31″Đ / 11,829795°B 108,691826°Đ
- Hạ Sông Pha 2 công suất lắp máy 5,1 MW 11°49′59″B 108°42′30″Đ / 11,832935°B 108,708343°Đ